# Tales of Phantasia
Tales of Phantasia (japanska: テイルズ オブ ファンタジア Hepburn: Teiruzu obu Fantajia?) är ett datorrollspel ursprungligen utvecklat av Telenet Japans "Wolf Team" som den första titeln i Namcos spelserie Tales. Spelet släpptes ursprungligen till Super Famicom i december 1995, och porterades senare till olika format, bland annat till Playstation där spelet släpptes i Japan i december 1998, och till Game Boy Advance där spelet släpptes i augusti 2003, innan spelet översattes till engelska och släpptes i Nordamerika och Europa i mars 2006. Playstation Portable-remake vid namn Tales of Phantasia Full Voice Edition (テイルズ オブ ファンタジア-フルボイスエディション- Teiruzu obu Fantajia -Furu Boisu Edishon-?) släpptes i september 2006, vilken i juni 2010 släpptes som del av Tales of Phantasia: Narikiri Dungeon X.
Spelet programmerades av Yoshiharu Gotanda, och designades av Masaki Norimoto, musiken komponerades av Motoi Sakuraba och Shinji Tamura. Karaktärernas design skapades av mangatecknaren Kōsuke Fujishima. En anime-serie baserad på spelet, Tales of Phantasia: The Animation, utkom 2004.

### Fotnoter
1. ↑  ”テイルズ オブ ファンタジア：TALES OF PHANTASIA” (på Japanese). テイルズ オブ ファンタジア：TALES OF PHANTASIA. Namco. http://www.bandainamcogames.co.jp/cs/list/talesofphantasia_ps/. Läst 13 maj 2014. Arkiverad 8 december 2013 hämtat från the Wayback Machine. ”Arkiverade kopian”. Arkiverad från originalet den 8 december 2013. https://web.archive.org/web/20131208195611/http://www.bandainamcogames.co.jp/cs/list/talesofphantasia_ps/. Läst 13 maj 2014.
2. ↑  ”GBA/テイルズ オブ ファンタジア：TALES OF PHANTASIA” (på Japanese). GBA/テイルズ オブ ファンタジア：TALES OF PHANTASIA. Namco. http://www.bandainamcogames.co.jp/cs/list/talesofphantasia_gba/. Läst 13 maj 2014. Arkiverad 17 mars 2013 hämtat från the Wayback Machine. ”Arkiverade kopian”. Arkiverad från originalet den 17 mars 2013. https://web.archive.org/web/20130317125233/http://www.bandainamcogames.co.jp/cs/list/talesofphantasia_gba/. Läst 13 maj 2014.
3. ↑  ”Tales of Phantasia（English Ver.）”. iTunes. Apple Inc.. Arkiverad från originalet den 27 januari 2014. https://web.archive.org/web/20140127012942/https://itunes.apple.com/us/app/tales-phantasia-english-ver./id722694373?mt=8. Läst 27 januari 2014.